# Kašubský institut
Kašubský institut (pol. Instytut Kaszubski) v Gdaňsku je centrální kašubská vědecká instituce. Jejím posláním je podpora a realizace výzkumů týkajících se kašubských a pomořských témat.
Kašubský institut je formálně samostatným sdružením. Byl založen 20. listopadu 1996, jeho sídlem je tzv. Kašubský dům ve Straganiarské ulici v Gdaňsku. V současné době má asi 140 členů, z toho 12 zahraničních, nejčastěji v oblasti filologie, etnologie, literární vědy, sociologie a historie. Prvním předsedou institutu byl do roku 2015 historik Józef Borzyszkowski, od r. 2015 je předsedou sociolog a historik Cezary Obracht-Prondzyński.
Od roku 1997 institut vydává ročenku Acta Cassubiana, vědecké monografie a syntézy, sborníky, pramenné edice a populární literaturu. Do jeho činnosti spadá rovněž pořádání konferencí, diskusí a výstav. Mezi nejvýznamnější projekty patří série Knihovna kašubských spisovatelů (Biblioteka Pisarzy Kaszubskich), v níž jsou vydávány kriticky zpracované a komentované edice významných děl kašubskojazyčné literatury, většinou paralelně v originální a současné standardizované ortografii.
Od roku 2012 institut uděluje vědeckou Cenu Gerarda Labudy.